# Міст Макдональда — Картьє
Міст Макдональда-Картьє (англ. Macdonald-Cartier Bridge) — найсхідніший з мостів, що з'єднують міста Оттава, Онтаріо та Гатіно, Квебек (на схід від мосту Александри).

## Характеристики
Довжина моста становить 618 метрів. За конструкцією він являє собою міст із безперервних сталевих балок. На ньому є 6 смуг для автомобільного руху. На стороні Оттави міст переходить в Кінг Едвард-авеню й Сассекс-драйв, а на стороні Гатіно — Квебекську автомагістраль 5.

## Історія
Міст був побудований у 1963—1965 роках федеральним урядом і урядами обох провінцій. Він знаходиться у власності Агентства громадських робіт та урядових послуг Канади. Міст Макдональда-Картьє отримав свою назву на честь двох прем'єр-міністрів провінцій Канади — Джона Макдональда й Жоржа-Етьєна Картьє, спільних прем'єр-міністрів провінції Канада в середині ХІХ століття, що представляли відповідно англо — й франкомовну частину Канади. Міст є символом об'єднання англо- й франкомовних частин країни.
По обидва боки мосту є узбіччя для пішоходів та велосипедистів. З боку Гатіно міст відразу ж переходить у автомагістраль, де рух велосипедистів і пішоходів заборонено, тому доріжки для них повертають у сусідній парк або на інші вулиці.